# Route nationale 133
Pour les articles homonymes, voir N133 et Route 133.
La route nationale 133, ou RN 133, était une route nationale française reliant Bergerac à l'Espagne via Mont-de-Marsan. À la suite de la réforme de 1972, elle a été déclassée en route départementale 933 (RD 933) sauf entre Le Caloy et Mont-de-Marsan où le tronc commun avec l'ex RN 132 est devenu la RD 932 et sauf entre Orthez et Baigts-de-Béarn où le tronc commun avec la RN 117 est resté immatriculé RN 117 (jusqu'en 2007).
Dans les Landes, le Conseil Général distingue officiellement deux parties à la D 933 : La D 933N (N pour Nord) au Nord de Mont-de-Marsan et la D 933S (S pour Sud) entre Mont-de-Marsan et le département des Pyrénées-Atlantiques.

## Ancien tracé

### De Bergerac à Marmande

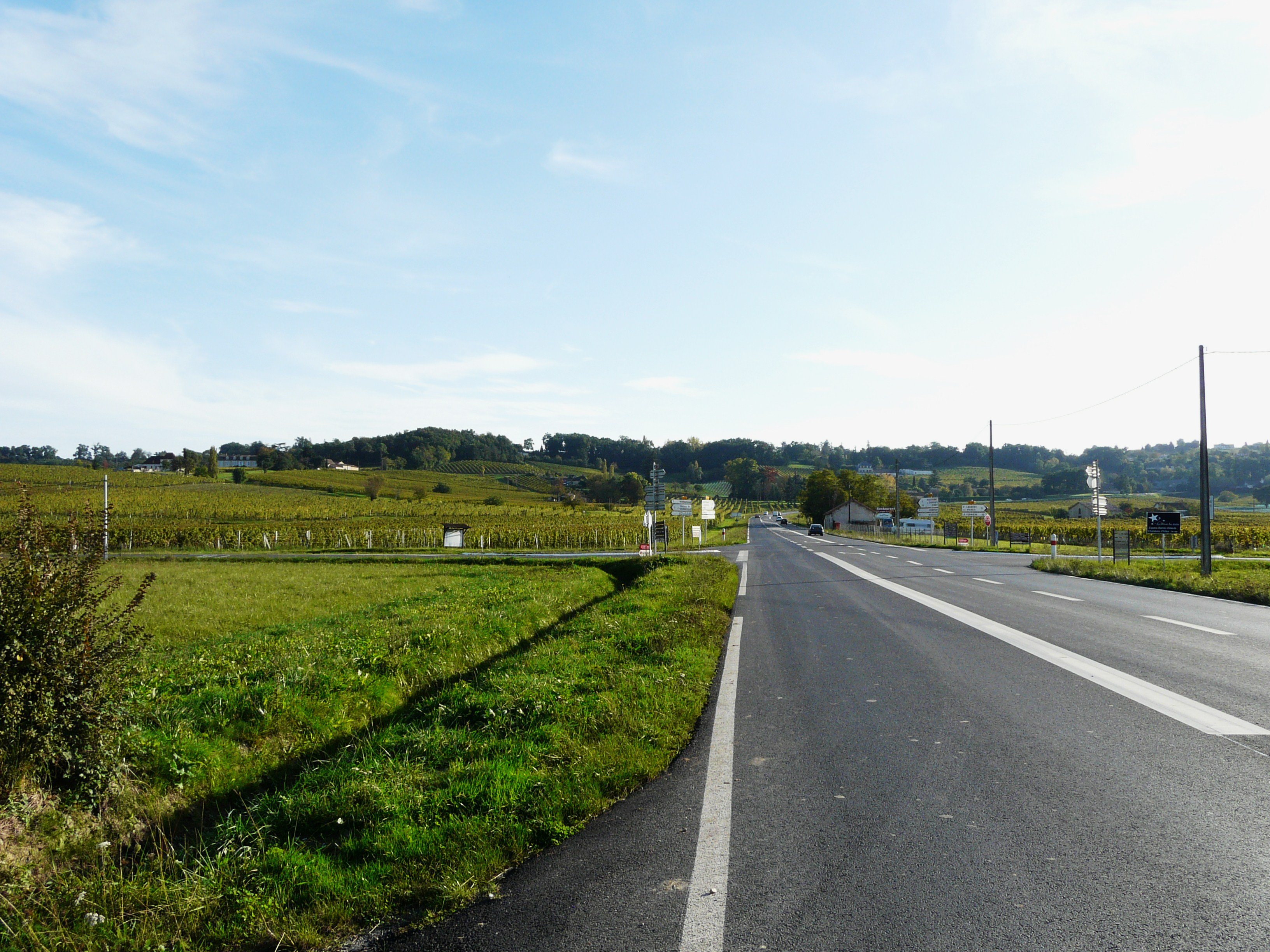
La RD 933 et les coteaux de Monbazillac, au sud de Bergerac.

Les principales communes desservies étaient :
- Bergerac (km 0)
- Rouffignac-de-Sigoulès (km 8)
- Fonroque (km 18)
- Eymet (km 23)
- Agnac (km 27)
- Miramont-de-Guyenne (km 34)
- Seyches (km 41)
- Virazeil (km 52)
- Marmande (km 56)

### De Marmande au Caloy
Les principales communes desservies étaient :
- Marmande (km 56)
- Casteljaloux (km 80)
- Pompogne (km 87)
- Houeillès (km 94)
- Estigarde (km 117)
- Saint-Justin (km 128)
- Le Caloy, commune de Saint-Avit (km 146)

### De Mont-de-Marsan à Orthez
Les principales communes desservies étaient :
- Mont-de-Marsan (km 157)
- Saint-Sever (dévié en 2×2 voies depuis 2007) (km 170)
- Dumes (km 177)
- Hagetmau (km 183)
- Momuy (km 189)
- Castaignos-Souslens (km 193)
- Sault-de-Navailles (déviation en cours de réalisation) (km 197)
- Sallespisse (km 202)
- Orthez (km 208)

### De Baigts-de-Béarn à la frontière espagnole
Les principales communes desservies étaient :
- Baigts-de-Béarn (km 215)
- Salies-de-Béarn (km 226)
- Sauveterre-de-Béarn (dévié depuis 2002) (km 236)
- Guinarthe, commune de Guinarthe-Parenties (km 237)
- Saint-Palais (dévié depuis 2005) (km 247)
- Uhart-Mixe (km 254)
- Larceveau, commune de Larceveau-Arros-Cibits (km 263)
- Lacarre (km 270)
- Saint-Jean-le-Vieux (km 274)
- Saint-Jean-Pied-de-Port (km 278)
- Arnéguy (km 285)
- Luzaide-Valcarlos ( Espagne) N 135 (es) vers le col de Roncevaux et Pampelune (km 286)